# Borkheide
Borkheide est une commune allemande de l'arrondissement de Potsdam-Mittelmark, Land de Brandebourg.

## Géographie
Borkheide se situe dans le plateau du Zauche, un sandur.
|       | Borkwalde |         |
| Brück | Borkheide | Beelitz |
|       | Linthe    |         |

Borkheide se trouve sur la Bundesstraße 246 et la ligne de Berlin à Blankenheim.

## Histoire
Borkheide est, par rapport aux villages voisins tels qu'Alt Bork, Neuendorf ou Schäpe, d'origine récente. À part quelques petits pavillon de chasse, la commune est créée avec la construction d'une gare de la Kanonenbahn Berlin - Metz. L'homme d'affaires Poppenberg et Georg Rothgießer achètent de vastes étendues boisées pour un projet immobilier que sera Bork.
En 1909, le pionnier de l'aviation Hans Grade s'installe à Bork. En 1910, il crée une usine et la première école de pilotage en Allemagne. Après l'interdiction d'une grande activité aéronautique pour l'Allemagne après la Première Guerre mondiale, l'usine se tourne vers l'industrie automobile en 1921 mais fait faillite en 1927. Après l'arrivée des nazis, l'aérodrome devient militaire. En 1944, de nombreux Berlinois viennent se réfugier des bombardements.
Après la Seconde Guerre mondiale, des Berlinois établissent des résidences secondaires. Ce mouvement s'arrête avec l'édification du mur de Berlin. Ce sont alors des employés de l'industrie chimique qui s'installent.

## Source
- (de) Cet article est partiellement ou en totalité issu de l’article de Wikipédia en allemand intitulé « Borkheide » (voir la liste des auteurs).